# Азербайджанская национальная организация сопротивления
Азербайджанская национальная организация сопротивления (азерб. Azərbaycan Milli dirəniş Təşkilatı / آذربایجان میللی دیرنیش تشکیلاتی; перс. تشکیلات مقاومت ملی آذربایجان‎) — политическая организация, созданная в 2006 году в Южном Азербайджане на территории Ирана. Целью организации является борьба за право самоопределения азербайджанцев в Иране
.
Азербайджанская Национальная Организация Сопротивления преследует цель проведения референдума под наблюдением ООН в Южном Азербайджана и других национальных регионах Ирана за права их населения на самоопределение.
12 декабря 2012 года Азербайджанская Национальная Организация Сопротивления вместе с восемью главными южноазербайджанскими политическими организациями направило генеральному секретарю ООН Пан Ги Муну письмо с просьбой поддержать референдум по самоопределению в Южном Азербайджане. Письмо специально было отправлено 12 декабря, поскольку именно в этот день иранской армией было ликвидировано Азербайджанское национальное правительство 1945-46 гг. в Южном Азербайджане.
Азербайджанская Национальная Организация Сопротивления принимает активное участие в массовых протестах, происходящих в Южном Азербайджане. Так например, во время карикатурного скандала 2006 года городские комитеты организации сыграли исключительную роль в национальных демонстрациях на стадионах, событиях у озера Урмия и позиции азербайджанского активного молчания во время Зёленого движения в Иране.